# 髙上智史
髙上 智史（たかじょう ともふみ、1991年12月7日 - ）は、日本の柔道家。福岡県豊前市出身。階級は66kg級。身長168cm。得意技は背負投。現在は旭化成に所属している。血液型はB型。

## 経歴
柔道は6歳の時に始めた。田原中学3年の時には全国中学校柔道大会の60kg級で優勝した。桐蔭学園高校2年の時には全日本ジュニアで3位となった。3年になると階級を66kg級に上げてインターハイでは2位となった。
日本体育大学へ進学後、1年の時には講道館杯で3位となり、2年の時には優勝を果たした。その後出場したグランドスラム・東京では世界ランキング143位ながら、北京オリンピック60kg級で優勝した崔敏浩をはじめ、世界ランキング3位のアリム・ガダノフや元世界チャンピオンでランキング2位のハシュバータル・ツァガンバータル等を次々と破る快進撃を見せて、決勝でもランキング1位のムサ・モグシコフ相手に先に技ありを取られるも逆転の一本勝ちを果たしたことにより、世界ランキング上位3名を悉く破っての優勝を飾ることとなった。
3年の時には4月の体重別の準決勝でパーク24の海老沼匡に大外刈で有効ポイントを取られて優勢負けを喫した。その後海老沼が優勝してロンドン五輪代表に選出された。5月にはグランドスラム・モスクワに出場するが、決勝でウズベキスタンの選手に隅返で一本負けを喫した。
4年の時には7月にロシアのカザニで開催されたユニバーシアード決勝で、韓国の曹準好の双子の弟であるチョ・ジュニョンを指導2で破って優勝を飾った。また、団体戦でも優勝に貢献した。11月のグランドスラム・東京では決勝でブラジルのチャールズ・チバナを指導1で破って2年ぶり2度目の優勝を飾った。
2014年7月のグランプリ・ウランバートルでは決勝で地元モンゴルのダワードルジ・トゥムルフレグを破って優勝するも、9月のアジア大会決勝ではダワードルジに敗れて2位に終わった。
2015年5月のアジア柔道選手権では個人戦、団体戦ともに優勝を飾った。7月のグランドスラム・チュメニでも優勝を飾った。10月のグランドスラム・パリでは3位に終わった。12月のグランドスラム・東京では決勝でオリンピック代表争いで優位に立っている元世界チャンピオンの海老沼から肩車で技ありと有効、さらに背負投でも有効を取り完勝して2年ぶり3度目の優勝を飾った。この際に次のように語った。「気持ちの面で逃げずに戦えたことが、一番の勝因だったと考えています。優勝が決まった瞬間は嬉しかったというのもあるのですが、「次に繋がった」というホッとした気持ちの方が大きかったですね。気持ちの面でも今の良い状態を保つのはもちろん、もっと強い気持ちを持って、必ずリオデジャネイロオリンピックに出たいと思います。」。
しかしながら、2016年2月のグランプリ・デュッセルドルフはインフルエンザで欠場すると、4月の選抜体重別でも3位だったためにオリンピック代表には選ばれず、補欠に回ることとなった。
2017年3月のグランドスラム・バクーでは決勝でイスラエルのタル・フリッカー相手に指導でリードするも、GSに入って偽装攻撃で指導2を取られて逆転負けを喫した。

## 戦績
60kg級での成績
- 2006年 - 全国中学校柔道大会 優勝
- 2008年 - 全日本ジュニア 3位

これ以降は全て66kg級での成績
- 2009年 - インターハイ 2位
- 2010年 - ドイツジュニア国際 優勝
- 2010年 - 講道館杯 3位
- 2010年 - ワールドカップ・スウォン 3位
- 2011年 - 体重別 3位
- 2011年 - 学生体重別 2位
- 2011年 - 講道館杯 優勝
- 2011年 - グランドスラム・東京 優勝
- 2012年 - ワールドカップ・オーバーヴァルト 2位
- 2012年 - アジア選手権 個人戦 3位 団体戦 2位
- 2012年 - 体重別 3位
- 2012年 - グランドスラム・モスクワ 2位
- 2012年 - 学生体重別 2位
- 2012年 - 講道館杯 5位
- 2012年 - グランドスラム・東京 3位
- 2013年 - グランドスラム・パリ 3位
- 2013年 - 体重別 3位
- 2013年 - ワールドマスターズ 2位
- 2013年 - ユニバーシアード 個人戦 優勝 団体戦 優勝
- 2013年 - グランドスラム・東京 優勝
- 2014年 - グランドスラム・パリ 7位
- 2014年 - グランプリ・ウランバートル 優勝
- 2014年 - アジア大会 個人戦 2位 団体戦 3位
- 2014年 - 講道館杯 3位
- 2015年 - ヨーロッパオープン・ローマ 3位
- 2015年 - アジア選手権 個人戦 優勝 団体戦 優勝
- 2015年 - グランドスラム・チュメニ 優勝
- 2015年 - グランドスラム・パリ 3位
- 2015年 - グランドスラム・東京 優勝
- 2016年 - 体重別 3位
- 2016年 - ワールドマスターズ 7位
- 2016年 - 講道館杯 3位
- 2016年 - グランドスラム・東京 5位
- 2017年 - グランドスラム・バクー 2位
- 2017年 - 実業個人選手権 3位
- 2017年 - 講道館杯 5位
- 2018年 - 実業個人選手権 2位

（出典、JudoInside.com）